# Embalse (Argentina)
Embalse è una città e un comune nel dipartimento di Calamuchita nella provincia di Córdoba, in Argentina. Situata nella Valle di Calamuchita, nel cuore delle Sierras de Córdoba, 100 km a sud del capoluogo di provincia, con la quale è collegata dalla Strada Provinciale 5 e dalla Strada Nazionale 36. La città di Embalse, con una popolazione stimata di 15.000 abitanti è uno dei principali centri urbani, politici ed economici del dipartimento.
Dal 1984 è attiva vicino alla città, sulle rive di un lago artificiale, una centrale nucleare, una delle tre in Argentina e l'unica situata all'interno del paese.